# Дуб Шурун
Дуб Шурун — ботанічна пам'ятка природи місцевого значення, знаходиться в Подільському районі м. Києва по вулиці Тираспольська, 2. Заповідана у грудні 2010 року (рішення Київради від 23.12.2010 № 415/5227).

## Опис
Дуб Шурун являє собою дуб черещатий віком близько 300 років. Висота дерева 25 м, на висоті 1,3 м це дерево має 4,4 м в охопленні.

## Галерея

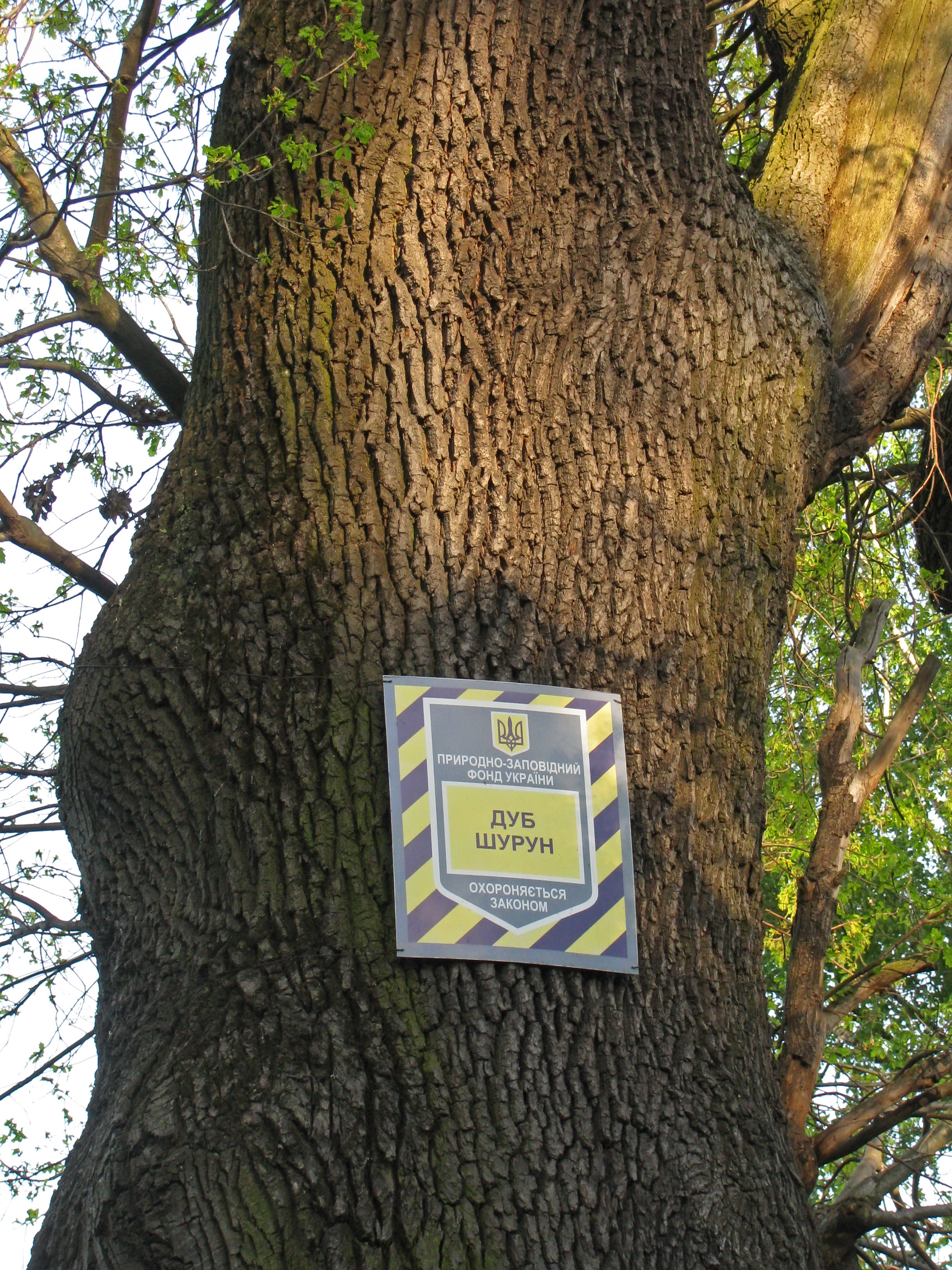
Дуб Шурун (травень 2013)
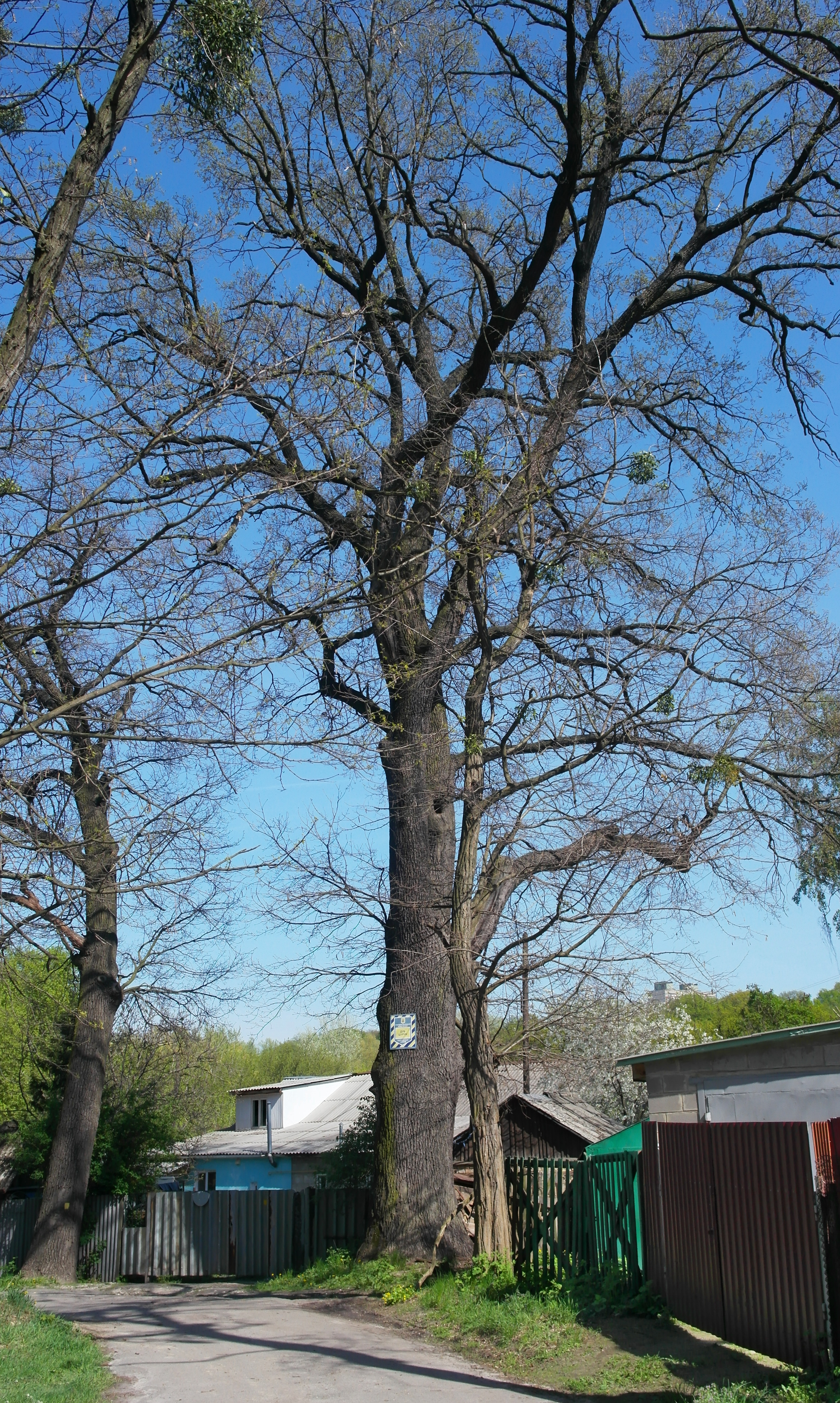
Дуб Шурун (квітень 2014)
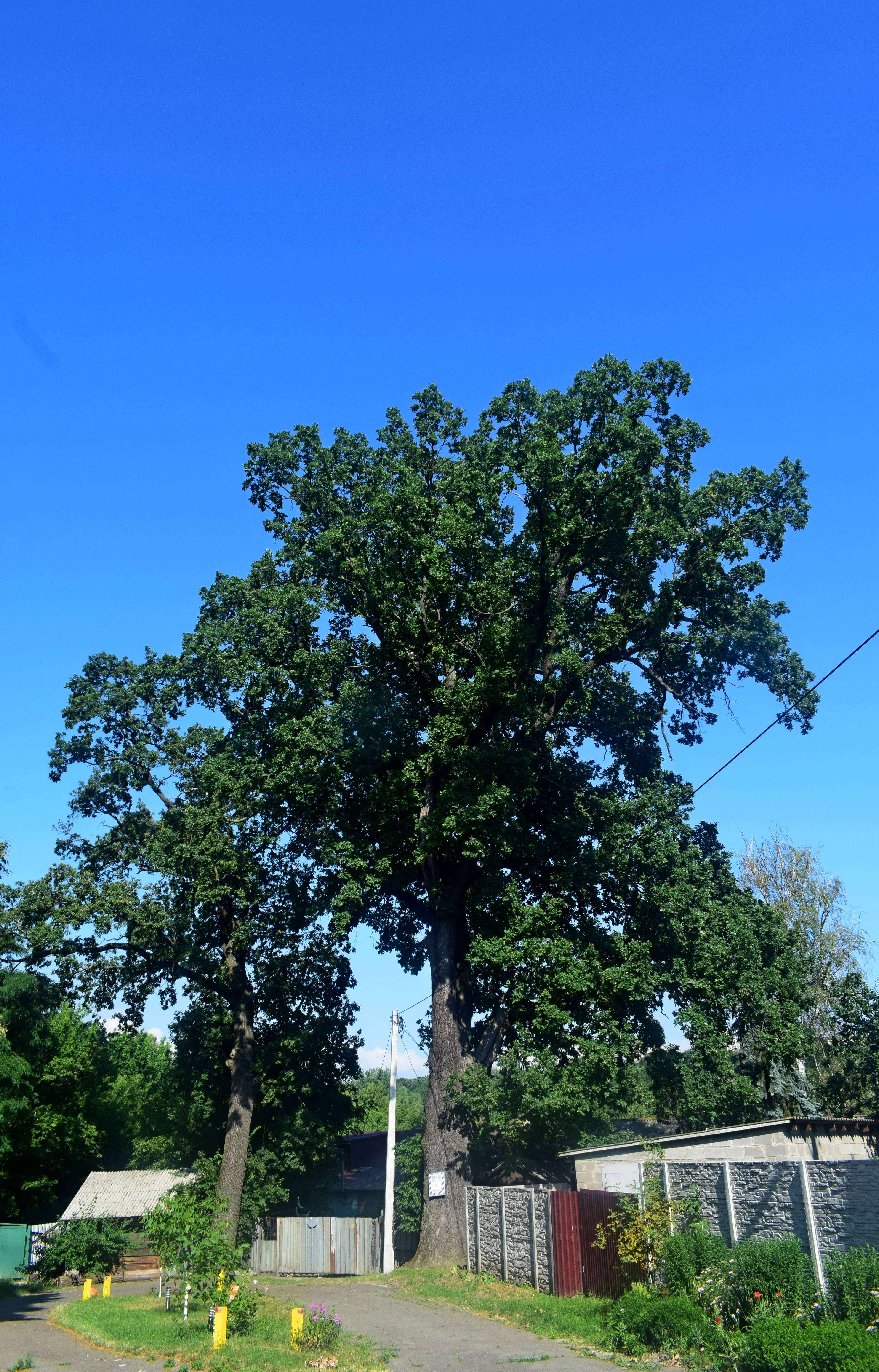
Дуб Шурун (липень 2020)